# ساموئل گرین بنجامین
ساموئل گرین بنجامین (به انگلیسی: Samuel Greene Wheeler Benjamin) نخستین دیپلمات رسمی کشور ایالات متحدهٔ آمریکا در ایران بود. خاطرات نخستین سفیر آمریکا با عنوان ایران و ایرانیان ترجمهٔ ذکاءالملک فروغی است.

## سفر به ایران
بنیامین در سال 1883 به عنوان اولین سفیر وزیر آمریکایی به ایران (ایران امروزی) منصوب شد.. با ورود به رشت، شلیک توپ، ضیافت های شیک و هدایای زیادی به بنیامین و خانواده اش تقدیم شد. با این حال، بنیامین در حالی که در کاخ فرماندار استان بود، پیامی دریافت کرد که شاه برای تعطیلات تابستانی تهران را ترک خواهد کرد و هیچ فرستاده خارجی بدون حضور شاه اجازه ورود به تهران را ندارد. بنیامین که تنها در دو روز دویست مایل را طی کرد، با اسکورت نزدیک به هزار گارد سلطنتی به دروازه‌های تهران رسید. بنجامین در نهایت با حضور پادشاه ایران، سخنرانی رئیس جمهور آمریکا چستر آرتور را خواند..
بنیامین علیرغم حضور در پایتخت، بی‌خانمان ماند. در سال قبل از آن، 1882، وزارت امور خارجه تنها 5000 دلار حقوق و 3000 دلار اضافی برای هزینه های مربوط به سفر تصویب کرده بود. علاوه بر حقوق ناچیز، وزارت امور خارجه فضای اداری برای هیئت جدید آمریکایی خریداری نکرد. ناکافی بودن آنچه در اختیار او قرار می گرفت، بنیامین را که شخصیت تندخو داشت را آزار می داد.
بنیامین علی‌رغم روابط مشاجره‌آمیز خود با مقامات دیپلماتیک آلمان، بریتانیا و روسیه، به میزبانان ایرانی خود اهمیت می‌داد و عمیقاً به آن احترام می‌گذاشت. تعهد نامحدود او به روابط دوستانه ایالات متحده و ایران نیز تا حدی به دلیل اقدام برای مقابله با کنترل اروپا در ایران بود.[نیازمند منبع]
بنیامین شاهد موفقیت سرمایه‌گذاری اروپا در ایران بود و سرمایه‌گذاری آمریکایی را نیز تشویق می‌کرد، اما با یک سیاست خارجی انزواطلبانه، کسب‌وکارهای آمریکایی بدون حمایت دولت خود مجبور بودند همه ریسک‌ها را بپذیرند. در سال 1885، با انتخاب گروور کلیولند، دموکرات، بنجامین پست خود را در تهران ترک کرد. او در سال 1886 کتابی پرطرفدار نوشت که اولین کتاب پرتیراژ در مورد فرهنگ ایرانی برای مخاطبان آمریکایی بود. او بود که برای اولین بار آییننامه دیپلماتیک مورد استفاده هیئت آمریکایی در ایران را تهیه کرد.

## آثار
[X-Info] Benjamin, S. G. W. (Samuel Greene Wheeler), 1837-1914: ... داستان ایران (پسران G. P. Putnam, 1888) (تصاویر صفحه در HathiTrust)
[X-Info] Benjamin, S. G. W. (ساموئل گرین ویلر)، 1837-1914: هنر در آمریکا: طرح انتقادی و تاریخی (کتاب الکترونیکی گوتنبرگ)
[X-Info] Benjamin, S. G. W. (ساموئل گرین ویلر)، 1837-1914: هنر در آمریکا; یک طرح انتقادی و تاریخی (هارپر و برادرز، 1880) (تصاویر صفحه در هاتی تراست)
[X-Info] Benjamin, S. G. W. (ساموئل گرین ویلر)، 1837-1914: جزایر اقیانوس اطلس به عنوان استراحتگاه های سلامت و لذت (Harper & Brothers, 1878) (تصاویر صفحه در HathiTrust)
[X-Info] بنجامین، اس جی دبلیو (ساموئل گرین ویلر)، 1837-1914: جزایر اقیانوس اطلس به عنوان استراحتگاه های سلامت و لذت. (هارپر و برادران، 1878) (تصاویر صفحه در هاتی تراست)
[X-Info] بنجامین، اس. جی دبلیو (ساموئل گرین ویلر)، 1837-1914: جزایر اقیانوس اطلس به عنوان استراحتگاه های سلامت و لذت (هارپر، 1878) (تصاویر صفحه در هاتی تراست)
[X-Info] Benjamin, S. G. W. (ساموئل گرین ویلر)، 1837-1914: انتخاب پاریس; عاشقانه ترواد (Hard and Houghton، 1870) (تصاویر صفحه در HathiTrust)
[X-Info] Benjamin, S. G. W. (ساموئل گرین ویلر)، 1837-1914: قسطنطنیه، جزیره مروارید: و شعرهای دیگر (N. J. Bartlett, 1860) (تصاویر صفحه در هاتی تراست)
[X-Info] Benjamin, S. G. W. (ساموئل گرین ویلر)، 1837-1914: قسطنطنیه، جزیره مروارید، و اشعار دیگر. (N.J. Bartlett, 1860) (تصاویر صفحه در HathiTrust)
[X-Info] Benjamin, S. G. W. (ساموئل گرین ویلر)، 1837-1914: هنر معاصر در اروپا (هارپر، 1877) (تصاویر صفحه در هاتی تراست)
[X-Info] Benjamin, S. G. W. (ساموئل گرین ویلر)، 1837-1914: سفر دریایی آلیس می در خلیج سنت لارنس و آبهای مجاور (D. Appleton، 1885)، همچنین توسط M. J. Burns (تصاویر صفحه در هاتی تراست)
[X-Info] Benjamin, S. G. W. (ساموئل گرین ویلر)، 1837-1914: سفر دریایی آلیس می در خلیج سنت لارنس و آبهای مجاور. (D. Appleton، 1885) (تصاویر صفحه در HathiTrust)
[X-Info] Benjamin, S. G. W. (ساموئل گرین ویلر)، 1837-1914: سفر دریایی آلیس می در خلیج سنت لارنس و آبهای مجاور... تجدید چاپ شده از 'مجله قرن'. (دی. اپلتون و شرکت، 1885) (تصاویر صفحه در HathiTrust)
[X-Info] Benjamin, S. G. W. (Samuel Greene Wheeler)، 1837-1914: زندگی و ماجراهای یک فرد آزاد که مشاهدات S.G.W. بنجامین ... (شرکت مطبوعات آزاد، 1914) (تصاویر صفحه در هاتی تراست)
[X-Info] Benjamin, S. G. W. (ساموئل گرین ویلر)، 1837-1914: قصیده در مورد مرگ آبراهام لینکلن. (W.V. Spencer, 1865) (تصاویر صفحه در HathiTrust)
[X-Info] Benjamin, S. G. W. (ساموئل گرین ویلر)، 1837-1914: هنرمندان آمریکایی ما. (D. Lothrop & co., 1881) (تصاویر صفحه در HathiTrust)
[X-Info] Benjamin, S. G. W. (ساموئل گرین ویلر)، 1837-1914: هنرمندان آمریکایی ما. (شرکت D. Lothrop، 1886) (تصاویر صفحه در HathiTrust)
[X-Info] Benjamin, S. G. W. (ساموئل گرین ویلر)، 1837-1914: هنرمندان آمریکایی ما. ... (D. Lothrop & Co., 1879) (تصاویر صفحه در HathiTrust)
[X-Info] Benjamin, S. G. W. (Samuel Greene Wheeler)، 1837-1914: Persia. (T.F. Unwin;, 1888) (تصاویر صفحه در HathiTrust)
[X-Info] Benjamin, S. G. W. (ساموئل گرین ویلر)، 1837-1914: ایران. (پسران پاتنام، 1901) (تصاویر صفحه در هاتی تراست)
[X-Info] Benjamin, S. G. W. (ساموئل گرین ویلر)، 1837-1914: Persia (پسران G.P. Putnam ؛، 1908) (تصاویر صفحه در HathiTrust)
[X-Info] Benjamin, S. G. W. (Samuel Greene Wheeler)، 1837-1914: Persia ... (T. Fisher Unwin Ltd., 1920) (تصاویر صفحه در HathiTrust)
[X-Info] Benjamin, S. G. W. (Samuel Greene Wheeler)، 1837-1914: Persia and the Persians (Ticknor and Company, 1887) (تصاویر صفحه در HathiTrust)
[X-Info] Benjamin, S. G. W. (ساموئل گرین ویلر)، 1837-1914: Persia and the Persians (Ticknor and Company, 1886) (تصاویر صفحه در HathiTrust)
[X-Info] Benjamin, S. G. W. (Samuel Greene Wheeler)، 1837-1914: Persia and the Persians (J. Murray, 1887) (تصاویر صفحه در HathiTrust)
[X-Info] Benjamin, S. G. W. (ساموئل گرین ویلر)، 1837-1914: داستان ایران (پسران G.P. Putnam، 1887) (تصاویر صفحه در HathiTrust)
[X-Info] Benjamin, S. G. W. (ساموئل گرین ویلر)، 1837-1914: داستان ایران (پسران G. P. Putnam، 1887)، همچنین توسط کالج رادکلیف. کتابخانه (تصاویر صفحه در HathiTrust)
[X-Info] Benjamin, S. G. W. (ساموئل گرین ویلر)، 1837-1914: تروی: افسانه، تاریخ و ادبیات آن (پسران سی. اسکریبنر، 1921) (تصاویر صفحه در هاتی تراست)
[X-Info] Benjamin, S. G. W. (ساموئل گرین ویلر)، 1837-1914: تروی: افسانه، تاریخ و ادبیات آن. با طرحی از توپوگرافی ترواد در پرتو تحقیقات اخیر. (پسران سی. اسکریبنر، 1880) (تصاویر صفحه در هاتی تراست)
[X-Info] Benjamin, S. G. W. (ساموئل گرین ویلر)، 1837-1914: تروی: افسانه، تاریخ و ادبیات آن، با طرحی از توپوگرافی ترواد در پرتو تحقیقات اخیر. (پسران سی. اسکریبنر، 1888) (تصاویر صفحه در هاتی تراست)
[X-Info] Benjamin, S. G. W. (ساموئل گرین ویلر)، 1837-1914: تروی، افسانه، تاریخ و ادبیات آن.

## نگارخانه
نمونه‌هایی از طراحی‌های ساموئل گرین بنجامین از بناهای تاریخی و مردمان ایران

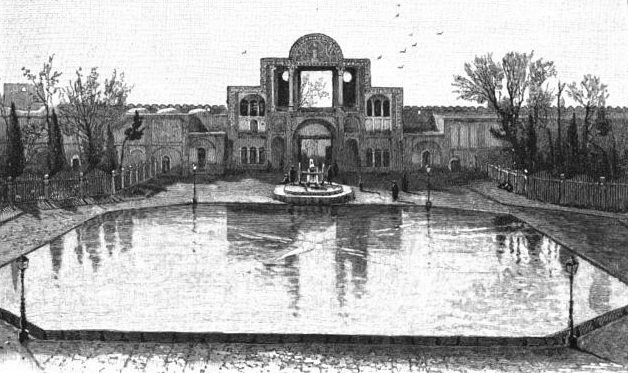
میدان ارگ
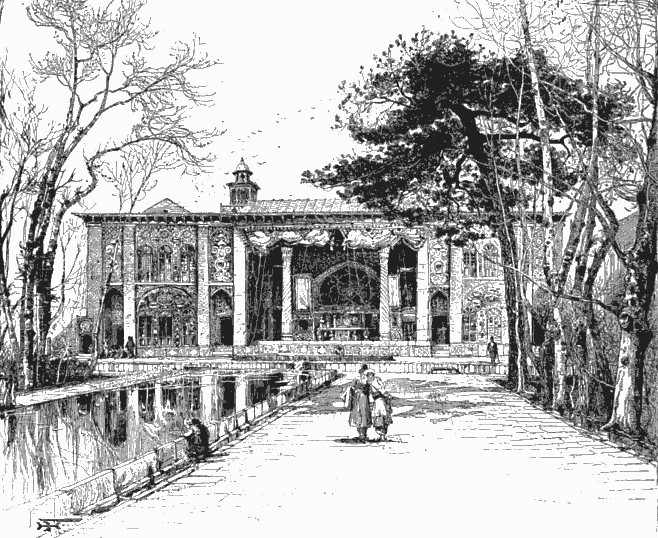
کاخ گلستان
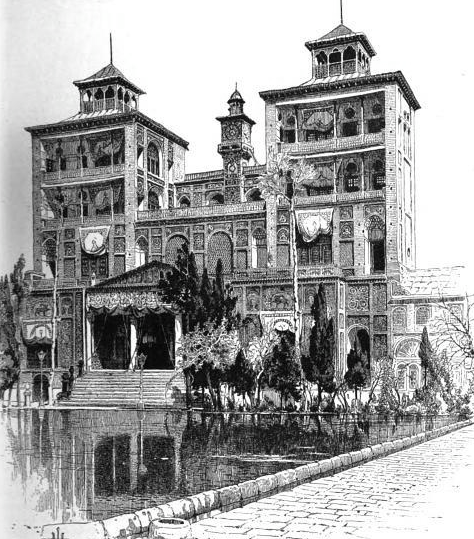
شمس‌العماره
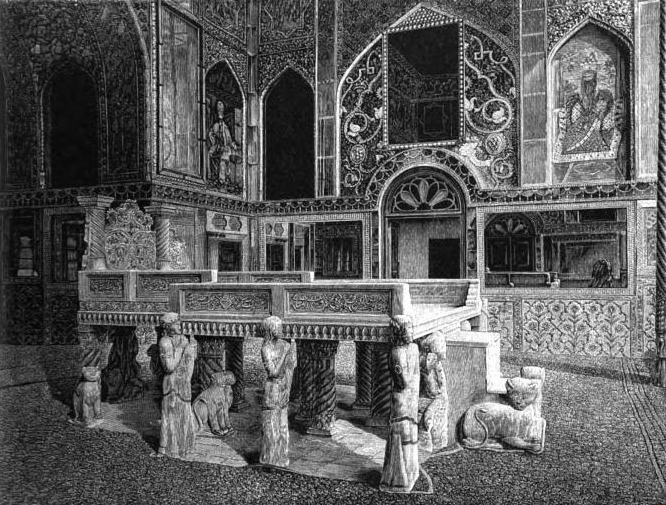
تخت مرمر
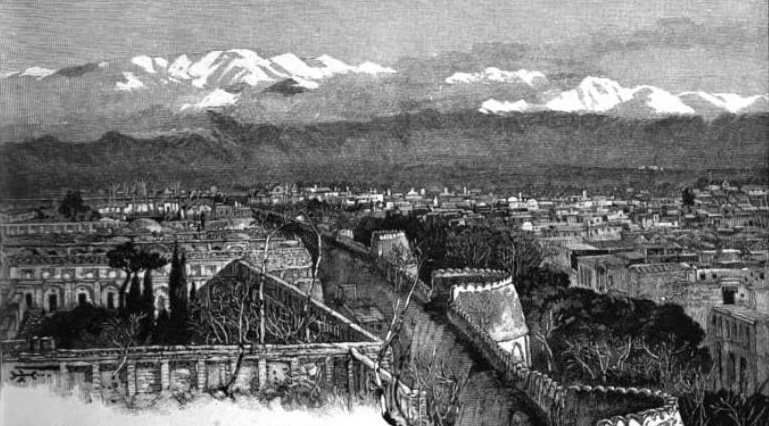
ارگ تهران
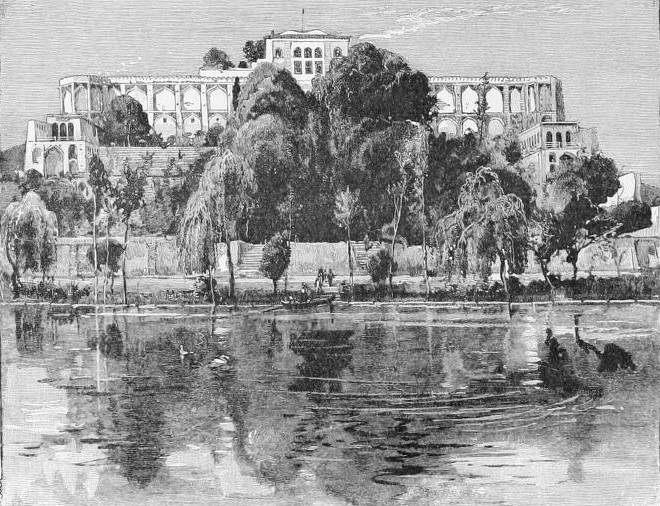
قصر قاجار
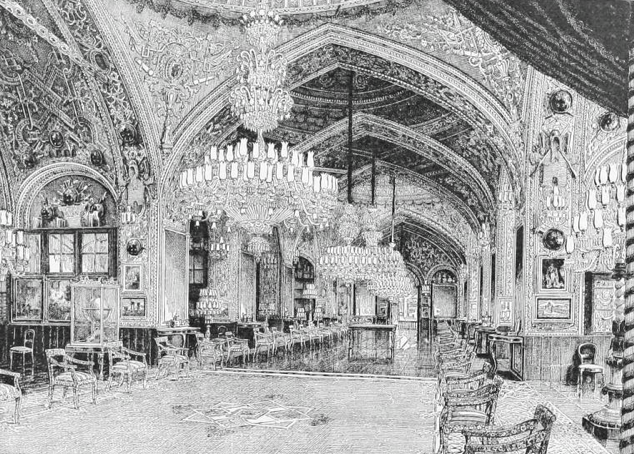
تالار سلام
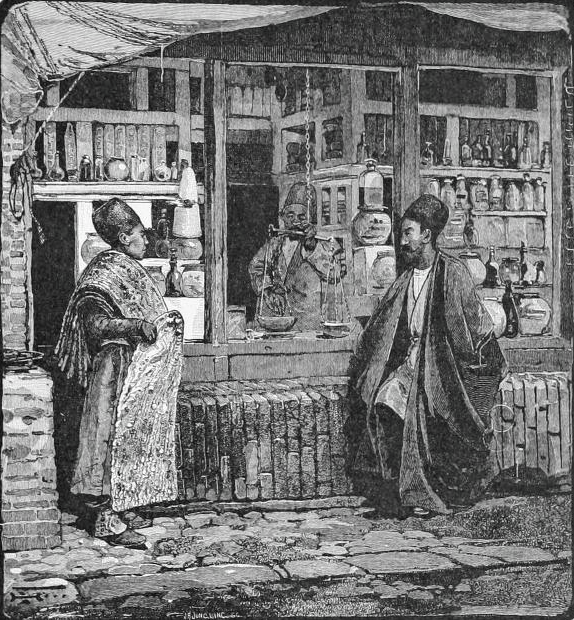
مغازه و دستفروش